# Apoplophora malaya
Apoplophora malaya är en kvalsterart som beskrevs av Sandór Mahunka 1991. Apoplophora malaya ingår i släktet Apoplophora och familjen Mesoplophoridae. Inga underarter finns listade i Catalogue of Life.